# San Salvador (Kurzgeschichte)
San Salvador ist eine Kurzgeschichte des Schweizer Schriftstellers Peter Bichsel. Sie wurde erstmals im Jahr 1963 in der Neuen Zürcher Zeitung abgedruckt und war ein Jahr später ein Teil der Kurzgeschichtensammlung Eigentlich möchte Frau Blum den Milchmann kennenlernen, die zum ersten großen Erfolg Bichsels wurde. Die Kurzgeschichte handelt von den Fluchtphantasien eines Ehemanns, während er auf die Heimkehr seiner Frau wartet. Der Titel bedeutet wörtlich aus dem Spanischen übersetzt „heiliger Retter“ und spielt zugleich auf San Salvador an, die Hauptstadt des mittelamerikanischen Staates El Salvador.

## Inhalt
Die Kurzgeschichte spielt abends in der Wohnung eines Ehepaares, Paul und Hildegard. Der Mann (Paul) sitzt zuhause und probiert die neu gekaufte Füllfeder aus. Nach einigen Schreibproben setzt er einen Abschiedsbrief an seine Frau auf, die außerhaus bei den Proben des Kirchenchores ist. Im Brief, den er auf den Tisch legt, steht:
   „Mir ist es hier zu kalt

   ich gehe nach Südamerika

      Paul“
Paul vertreibt sich die Zeit und wartet auf die Rückkehr seiner Frau. Als Hildegard heimkehrt, fragt sie ihren Mann „Schlafen die Kinder?“ Die Kurzgeschichte endet an diesem Punkt unvermittelt. Ob Hildegard den gefalteten Zettel, den Abschiedsbrief ihres Mannes, der die ganze Zeit neben dem Zettel sitzen bleibt, liest und was sich danach zwischen den Ehepartnern abspielt, erfährt der Leser nicht.

## Form
Mit ungefähr 350 Wörtern ist San Salvador eine sehr kurze Kurzgeschichte von der Art, die auch als Kürzestgeschichte bezeichnet wird. Sie beschreibt in einer personalen Erzählsituation das Verhalten und die Gedanken des Protagonisten beim Warten auf seine Ehefrau. Durch die erlebte Rede erhält der Leser laut Klaus Zobel „unmittelbaren Einblick in die verschwiegenen Erwartungen und Enttäuschungen der Hauptfigur“.
Die Sprache ist sehr einfach gehalten, der Wortschatz jener der Alltagssprache. Alle sprachlichen Verzierungen werden ausgespart, die sprachliche und formale Reduktion führt zu einer an Lyrik erinnernden Dichte und Rhythmik. Verschiedene Sätze werden wiederholt, teilweise abgewandelt. So stehen sie etwa in ihrer Wiederholung im Indikativ statt im Konjunktiv. Bichsel nannte sich selbst einen „Lyriker, der seine Gedichte abtarnt, hinter Prosa versteckt.“
Durch die Form der Kurzgeschichte, ihre Verknapptheit, in der viele Vorgänge nicht ausgesprochen und lediglich angedeutet werden, wird der Leser zum Mitdenken angeregt. Er muss sich die Geschichte selbst aus den Details und den Aussparungen zusammensetzen. Für den Schweizer Germanisten Rolf Jucker schärfe dies einerseits den Möglichkeitssinn des Lesers, berge andererseits aber auch die Gefahr einer Überinterpretation.

## Interpretation
Die Mehrzahl der Interpretationen gab San Salvador eine negative Deutung. Danach beschreibe Bichsel Menschen, deren Leben stagniere, die einen Ausbruch aus ihrem Alltag lediglich planten, jedoch die Gelegenheit verpassten, ihn durchzuführen. Für Klaus Zobel leide der Mann in San Salvador an einer Ehe, in der das gegenseitige Vertrauen und die Zusammengehörigkeit verloren gegangen sei, unter der „Kälte des Alleinseins“. Er sei unglücklich gefangen in seiner bürgerlichen Existenz, deren immer gleicher Ablauf und die vorhersehbaren Gesten der Partnerin ihm Überdruss bereiten. Nur mittels eines Ortswechsels hoffe er, aus dieser Gleichförmigkeit ausbrechen zu können. Die Stadt San Salvador, die der Geschichte ihren Titel gibt, ohne im Text je erwähnt zu werden, werde für ihn zum „Erlöser“. Doch am Ende setze der Mann seine Fluchtpläne nicht um und verharre in Resignation – darum die mehrfache, leitmotivische Nennung des Satzes „Dann saß er da“. Die abschließende Frage seiner Frau nach den Kindern beweise, dass das Interesse der Eheleute nicht mehr einander gelte.
Rolf Jucker setzte dieser Deutung eine positive Interpretation entgegen. In ihr bewertete er die Langeweile des Mannes positiv und verwies auf Bichsel, der selbst die Langweile liebe und darauf hinwies, dass die „Längi Zyt“ (lange Zeit) im Schweizerdeutschen für „Sehnsucht“ stehe. Für Jucker führte der Text immer wieder von der Ferne zurück auf Hildegard, woraus er schloss, dass Paul weniger an Fernweh leide als an Sehnsucht nach der abwesenden Partnerin. Die vorhersehbaren Gesten der Frau zeigten die Vertrautheit des Ehepaars, die Frage der heimkehrenden Frau nach den Kindern die familiäre Bindung. Das Nichtausleben der Fluchtfantasien wertete Jucker als Einsicht, dass eine Flucht keine Probleme löse. Dabei verwies er erneut auf Bichsel, der selbst trotz aller Kritik, die er an der Schweiz übe, sein Heimatland nie verlassen habe.
Jucker schloss mit der Feststellung, dass die Verknappung von Bichsels Prosa die Möglichkeiten der Geschichte hervorhebe, beide Varianten seien denkbar, der Leser solle nicht nur eine festgefahrene Lesart durchspielen. Bichsel beschäftige sich nach seinen eigenen Worten nicht „mit der Wahrheit, sondern mit den Möglichkeiten der Wahrheit.“

## Entstehungs- und Rezeptionsgeschichte
San Salvador ist die fünfzehnte Geschichte der 21 Kurzgeschichten umfassenden Sammlung Eigentlich möchte Frau Blum den Milchmann kennenlernen. Deren Manuskript schickte der damals noch unbekannte Bichsel im Sommer 1962 an den Verleger Otto F. Walter, der sich von den Geschichten sofort eingenommen zeigte. 1964 erschien die Kurzgeschichtensammlung als Band 2 der von Walter gemeinsam mit Helmut Heißenbüttel herausgegebenen Reihe Walter Drucke.
Marcel Reich-Ranicki schrieb eine begeisterte Kritik in der Zeit. Darin urteilte er: „Endlich jemand, der keine Originalität anstrebt, der nicht nach Effekten jagt und uns nicht mit stilistischen Kapriolen überrumpeln will, der nicht gewaltsam versucht, mit der Sprache aufzutrumpfen. […] Aber man kann dieser Prosa eine, wie mir scheint, wichtigere Eigenschaft nachrühmen, der man in der heutigen deutschen Literatur nur in Ausnahmefällen begegnet: die Anmut der Natürlichkeit.“
Der Erfolg der Kurzgeschichtensammlung Eigentlich möchte Frau Blum den Milchmann kennenlernen war unerwartet groß. Die Erstauflage von 1220 Exemplaren war bereits nach vier Tagen ausverkauft. Bis 1984 hatte der Walter Verlag 64.000 Exemplare verkauft, wobei in dieser Zahl die Lizenzausgaben des Suhrkamp Verlags nicht eingerechnet sind.
Die Kurzgeschichte San Salvador hat auch Eingang in die Lehrpläne deutschsprachiger Schulen gefunden. Der Text gilt hier als kurz, markant und sprachlich einfach, damit leicht in einer Unterrichtsstunde durchzunehmen.

## Ausgaben
- Peter Bichsel: San Salvador. In: Neue Zürcher Zeitung, Nr. 5113 vom 8. Dezember 1963 (Erstdruck).
- Peter Bichsel: San Salvador. In: Peter Bichsel: Eigentlich möchte Frau Blum den Milchmann kennenlernen. 21 Geschichten. Hrsg. von Otto F. Walter. Walter Verlag, Olten/Freiburg i. Br. 1964, S. 34–35.
- Peter Bichsel: Eigentlich möchte Frau Blum den Milchmann kennenlernen. 21 Geschichten. Suhrkamp Frankfurt am Main 1993, S. 50–52.
- Peter Bichsel: San Salvador. In: Klassische deutsche Kurzgeschichten (= Reclams Universal-Bibliothek, Band 18251). Herausgegeben von Werner Bellmann. Reclam, Stuttgart 2003, S. 271–273.

## Sekundärliteratur
- Rolf Jucker: Peter Bichsel: San Salvador. In: Werner Bellmann (Hrsg.): Interpretationen. Klassische deutsche Kurzgeschichten (= Reclams Universal-Bibliothek, Band 17525). Reclam, Stuttgart 2004, S. 267–273.
- Klaus Zobel: Peter Bichsel: San Salvador. In: Klaus Zobel: Textanalysen. Eine Einführung in die Interpretation moderner Kurzprosa. Paderborn 1985, S. 193–198.